# Машинно-тракторна станція

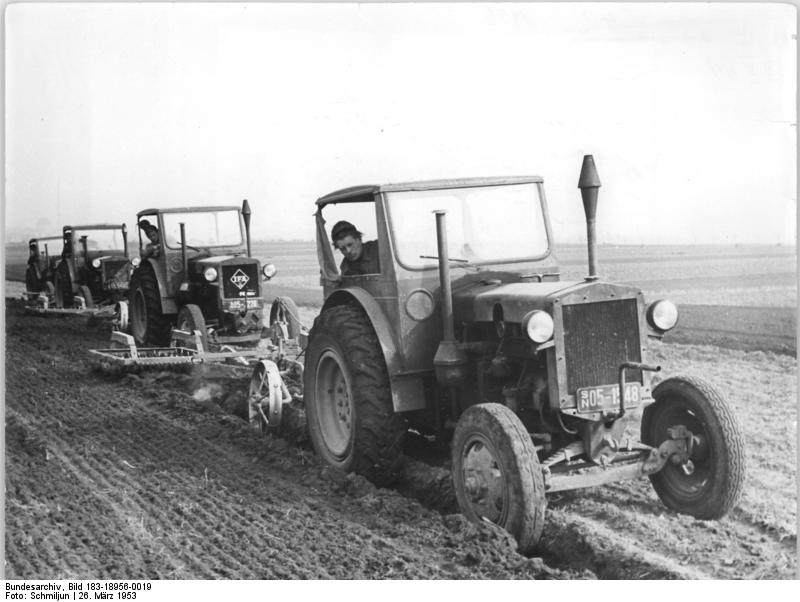
МТС Леймбах, Німецька Демократична Республіка (MTS Leimbach), підготовка посадки картоплі, 1953

Машинно-тракторна станція (МТС) — державне підприємство в СРСР, що забезпечувало колгоспи сільськогосподарською технікою. 
Ще в 1920-х роках в селах з'явились машинні товариства. Вони були неспроможними на забезпечення кожного селянського господарства засобами обробки землі.
Державні пункти прокату машин були наступним кроком у розвитку. Кількість машин постійно збільшувалось і створення тракторних колон та станцій було необхідне для їх технічного обслуговування. Радгоспи володіли такою кількістю машин, що могли дозволити платно виконувати деякі роботи для селянських господарств. 
У 1928 році 14 тракторних колон радгоспу ім. Шевченка Березівського району Одеської області були реорганізовані в першу державну машинно-тракторну станцію. 
Машинно-тракторні станції здійснювали обслуговування і ремонт тракторів, комбайнів та іншої сільськогосподарської техніки й давали її в оренду колгоспам.
У 1929 році Радою праці та оборони було прийнято постанову про повсюдне створення МТС. Вони проіснували до 1958—1959, коли сільськогосподарську техніку було продано безпосередньо колгоспам. МТС, що залишилися, реорганізовано в ремонтно-технічні станції (РТС).